# ルンケル
ルンケル (ドイツ語: Runkel, ドイツ語発音: [ˈrʊŋkl̩]) はドイツ連邦共和国ヘッセン州ギーセン行政管区のリムブルク＝ヴァイルブルク郡に属す市である。

## 地理

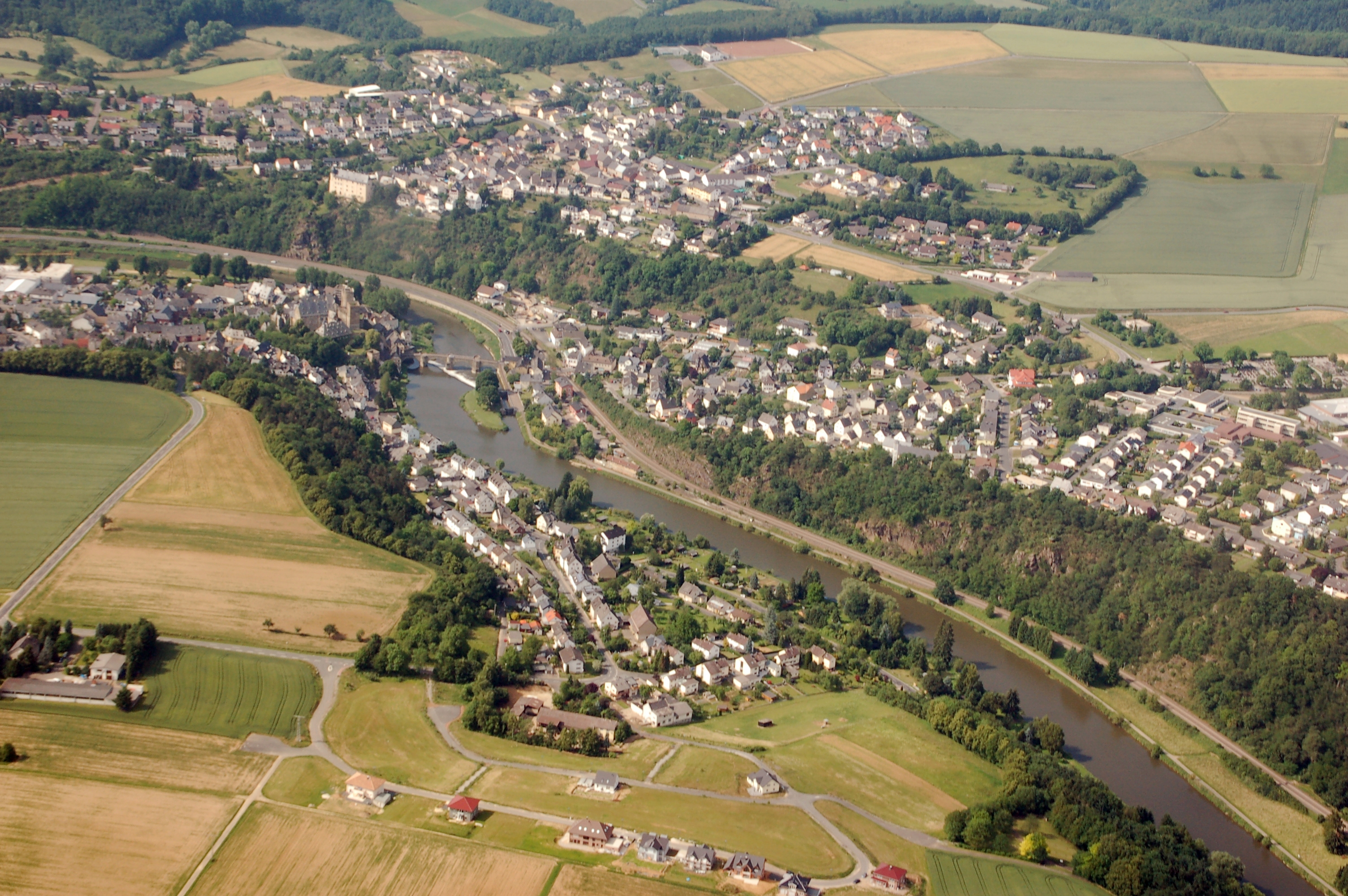
南東側から観たルンケル市区とシャデック市区。ラーン川を挟んで左下側がルンケル市区、上側がシャデック市区である。

### 位置
ルンケルはヴェスターヴァルトとタウヌス山地の間のラーンタールに位置し、ラーン川の両岸に広がっている。リムブルク盆地の東部にあたり、郡庁所在地であるリムブルク・アン・デア・ラーンから東約 8 km の場所にある。建て込んだ市街の大部分と旧市街は、北に向かって蛇行しながら流れるラーン川左岸に位置している。ラーン川右岸側の北市街は19世紀以降に建設された。北東部は隣接するシャデック市区と融合した住宅地となっている。さらに西側は2つの地区が急な斜面で隔てられている。西側は、ケルカーバッハ工業地区につながっている。この工業地区は隣のシュテーデン市区の新興開発地区にまたがっている。ここでケルカーバッハ川とティーフェンバッハ川の2本の小川がラーン川に注いでいる。街は20世紀に、特に北東および東に向かって拡大した。

市はラーン川の畔に直接面しており、川の北側と南側は急な斜面となっている。市街地の大部分は、ラーン川南岸の高度 160 - 180 m の台地に位置している。ラーン川沿いの最も低い場所の高度は約 110 m である。本市の最高地点は市域北東の離れた位置にあり、高度は約 255 m である。市域の南部は主に農業に利用されている平地で、ラーン川沿いの森のある草地や何本かの小川もある。ルンケルとシャデックとの間には灌木が茂る急斜面がある。市の北東部はほぼ完全に混交林に覆われている。

### 隣接する市町村
ルンケルは、北はベーゼリヒおよびヴァイルブルク、東はヴァインバッハおよびフィルマー、南と西は郡庁所在地リムブルク・アン・デア・ラーンと境を接している。

### 市の構成
本市は9つの市区からなる。各市区の人口推移とルンケル市への合併日を示す。
| 市区名       | 1910年 | 1961年 | 1970年 | 2005年 | 2008年 | 2019年 | 合併日         |
| ------------ | ------ | ------ | ------ | ------ | ------ | ------ | -------------- |
| アルフルト   | 650    | 911    | 858    | 939    | 915    | 848    | 1970年12月31日 |
| デールン     | 1,061  | 1,871  | 1,928  | 2,295  | 2,307  | 2,198  | 1974年07月01日 |
| エネリヒ     | 317    | 445    | 538    | 865    | 852    | 789    | 1970年12月01日 |
| エシェナウ   | 214    | 285    | 265    | 320    | 273    | 270    | 1970年12月31日 |
| ホーフェン   | 292    | 373    | 392    | 435    | 440    | 410    | 1970年12月31日 |
| ルンケル     | 1,109  | 1,687  | 1,782  | 1,655  | 1,671  | 1,706  | −              |
| シャデック   | 502    | 650    | 715    | 1,112  | 1,079  | 1,052  | 1970年12月01日 |
| シュテーデン | 696    | 1,223  | 1,352  | 1,550  | 1,526  | 1,373  | 1970年12月01日 |
| ヴィルベラウ | 516    | 615    | 669    | 803    | 803    | 792    | 1970年12月31日 |

## 歴史
本市の最も古い文献記録は1159年の封土授与証で、その立会人として貴族ジークフリート・フォン・ルンケルの名が記されている。おそらくこのジークフリート・フォン・ルンケルがルンケル城の築城者であろう。遅くとも1230年には城塞内に礼拝堂があり、これがルンケル最初の教会建築である。長年にわたる確執の後、1288年にルンケル家とヴェスターブルク家とが分離された。現在も遺るラーン川の堰は11世紀から12世紀に水車を稼働させるために設けられたものである。1440年にラーン川の橋の建設が始まったが、ルンケル家とヴェスターブルク家との争いのために、完成は1448年まで遅れた。

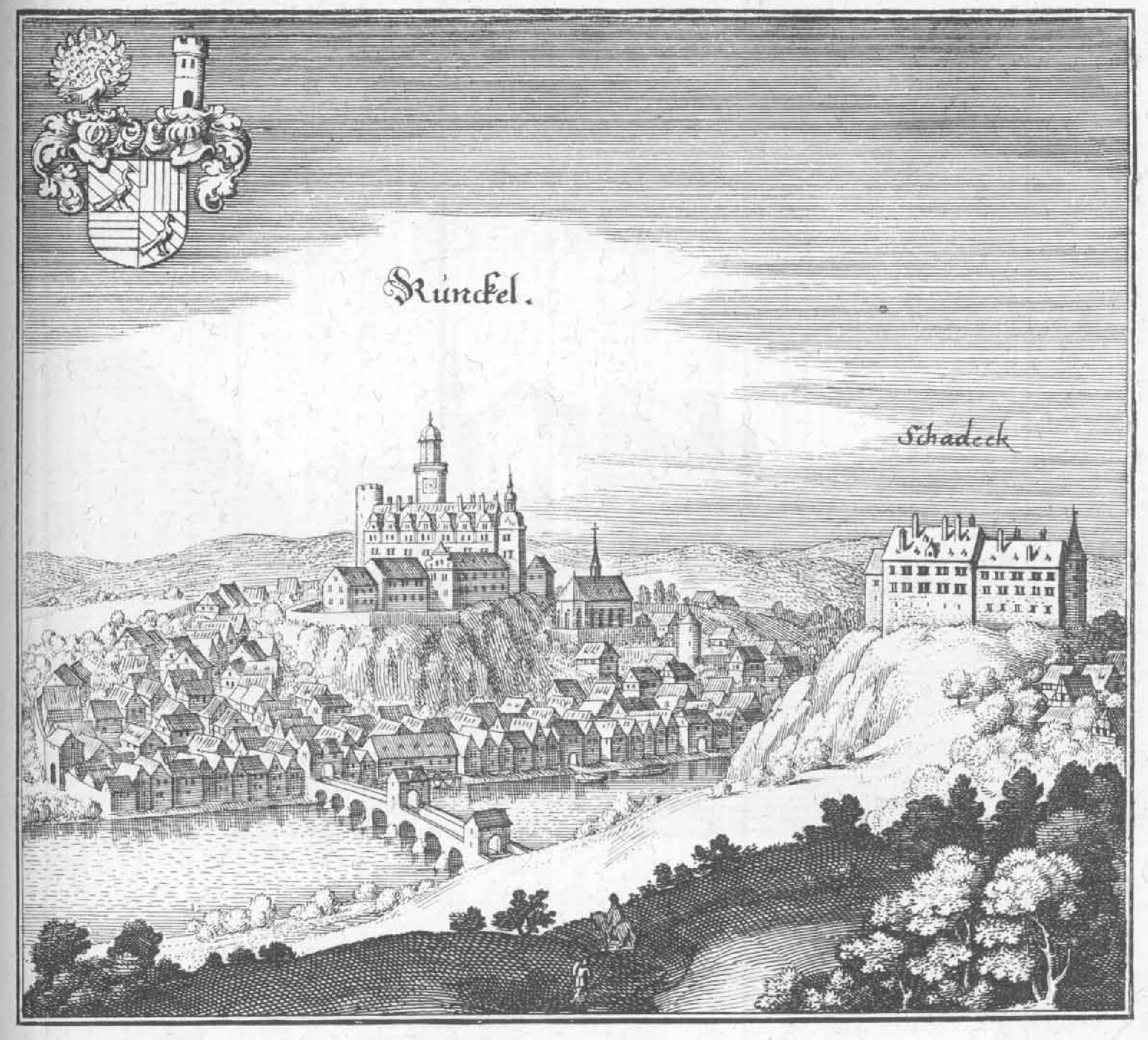
1655年に出版されたマテウス・メーリアンの銅版画に描かれたルンケルとシャデック城

1543年にフィリップ・メランヒトンがヴィート伯ヨハン4世のゲストとしてルンケル城に滞在した。宗教改革は1568年になされた。1622年にヴィート伯ヘルマン2世が弟のフィリップ・ルートヴィヒの領主権を剥奪し、ルネンケル城から放逐したことで、家門は再び分裂した。三十年戦争中、街と城は、1634年にイゾラーニ伯の軍勢によって広い範囲が破壊された。1649年に城塞の居館が城館として再建された。最後のヴィート＝ルンケル家当主フリードリヒ・ルートヴィヒは侯位を得た。1796年にルンケルで市街戦が起こり、ヘッセン＝ダルムシュタット方伯の軍勢が、革命フランス軍の占領軍をこの街から追い出した。
1806年にルンケル支配地のラーン川右岸部分は、したがってルンケル市の右岸部分も、ベルク大公国領となった。ウィーン会議後アムト・ルンケルはナッサウ公国に編入された。1824年にフリードリヒ・ルートヴィヒ侯が亡くなり、ヴィート＝ルンケル系の家系は断絶した。これによりその領主権とルンケル市はヴィート＝ノイヴィート家のものとなった。
ルンケルのワイン造りは1270年から証明されている。1929年にブドウネアブラムシと厳冬に襲われたことで、栽培は放棄された。最終的な栽培面積は 35 ha であった。1860年にルンケル最初の貯蓄銀行が「フォアシュス＝フェライン」の名で設立された。1914年から市域に水道が整備された。
鉱業は、遅くとも18世紀から重要な経済ファクターとなっていた。ヴィルベラウ近郊のゲオルク＝ヨーゼフ坑は、160年間にわたってラーン地方最大の鉱山の1つであった。
ルンケル市のカトリック信者は何十年も前からベーゼリヒのマリア・ヒルフ巡礼礼拝堂へ巡礼し、そこで礼拝を行っている。

### 地域再編
ヘッセン州の地域再編に伴い、1970年12月1日にそれまで独立した町村であったシュテーデン、エネリヒ、シャデックが、同年12月31日にアルフルト、エシェナウ、ホーフェン、ヴィルベラウが、ルンケル市に合併した。デールンは1974年7月1日に州法に基づき本市に合併した。
市区の中で最も古い文献記録が遺るのはエネリヒで、790年の史料に登場する。

### 領邦・行政体の変遷
以下のリストは、ルンケルの属した領邦および行政体を概観するものである。
- 1806年以前: 神聖ローマ帝国ヴィート＝ルンケル伯領（1791年から侯領）アムト・ルンケル（またはヘルシャフト・ルンケル）
- 1806年 - 1813年: ベルク大公国ジーク県ルンケル小郡（1811年からハーダマル小郡）
- 1813年 - 1815年: ナッサウ＝オラニエ侯国アムト・ルンケル
- 1816年から: ドイツ連邦ナッサウ公国アムト・ルンケル
- 1849年から: ドイツ連邦ナッサウ公国クライスアムト・リムブルク
- 1854年から: ドイツ連邦ナッサウ公国アムト・ルンケル
- 1867年から: 北ドイツ連邦プロイセン王国ヘッセン＝ナッサウ州（ドイツ語版、英語版）ヴィースバーデン県オーバーラーン郡
- 1871年から: ドイツ国プロイセン王国ヘッセン＝ナッサウ州ヴィースバーデン県オーバーラーン郡
- 1918年から: ドイツ国プロイセン自由州ヘッセン＝ナッサウ州ヴィースバーデン県オーバーラーン郡
- 1944年から: ドイツ国プロイセン自由州ナッサウ州（ドイツ語版、英語版）オーバーラン郡
- 1945年から: アメリカ管理地区（ドイツ語版）グロース＝ヘッセン（ドイツ語版、英語版）、ヴィースバーデン行政管区オーバーラーン郡
- 1949年から: ドイツ連邦共和国ヘッセン州ヴィースバーデン行政管区オーバーラーン郡
- 1968年から: ドイツ連邦共和国ヘッセン州ダルムシュタット行政管区オーバーラーン郡
- 1974年から: ドイツ連邦共和国ヘッセン州ダルムシュタット行政管区リムブルク＝ヴァイルブルク郡
- 1981年から: ドイツ連邦共和国ヘッセン州ギーセン行政管区リムブルク＝ヴァイルブルク郡

## 住民

### 宗教統計
- 1885年: 福音主義 1,018人 (89.14 %)、カトリック 98人 (8.58 %)、ユダヤ教 25人 (2.19 %)、およびその他のキリスト教徒
- 1961年: 福音主義 1,178人 (69.83 %)、カトリック 482人 (28.57 %)[9]

## 行政

### 議会
ルンケルの市議会は、31議席からなる。

### 首長
警察官僚のフリートヘルム・ベンダーは2007年に市長に選出され、2013年に再選された。彼は、2019年6月16日の決選投票で無所属候補ミヒャエル・クレーマーに敗れた。クレーマーは 63.3 % の表を獲得して当選し、2019年9月1日に市長に就任した。1896年から1900年までフリードリヒ・ブーヒジープがルンケルの市長を務めた。

### 中核市区の市区長
ルンケル市区の市区長は、エーバーハルト・ブレムザー (SPD) である。

## 文化と見所

### 建築

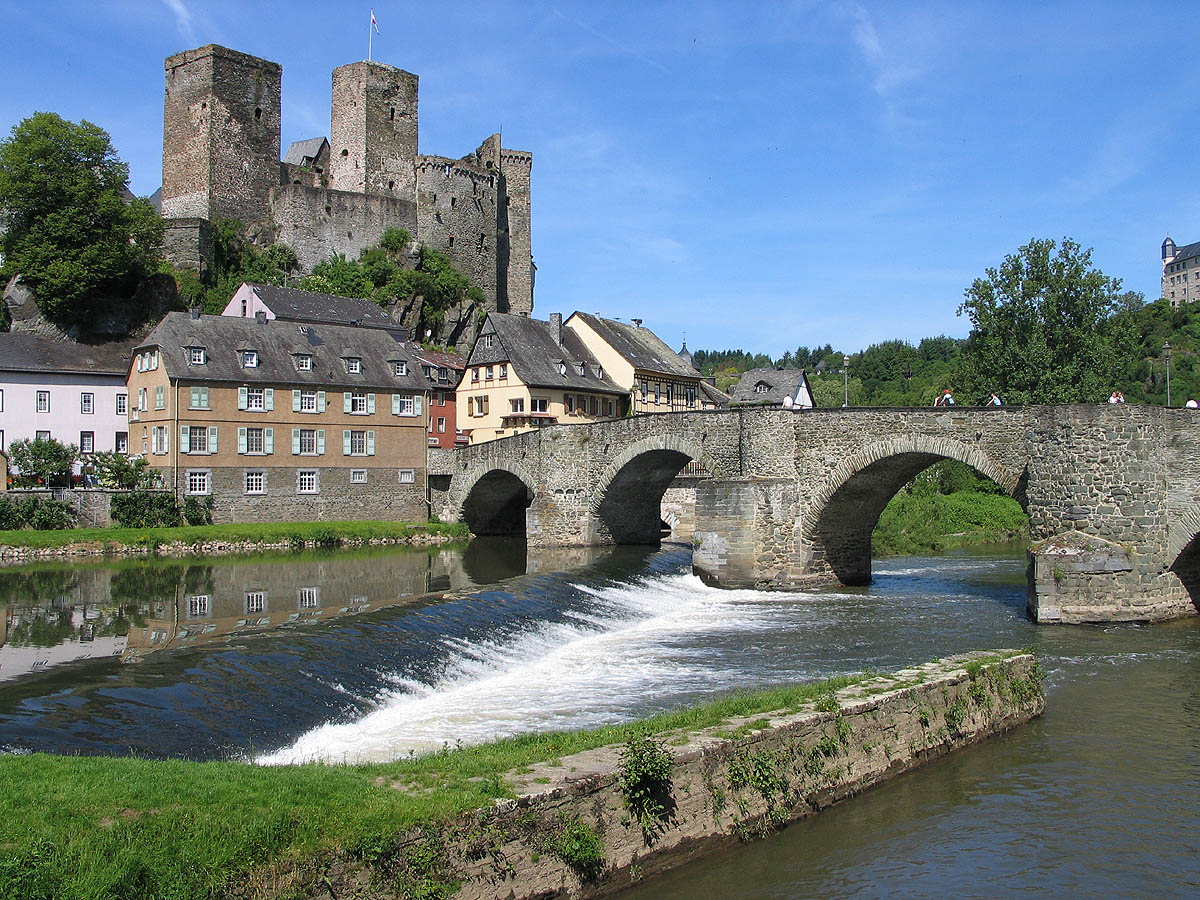
ルンケル城と石造のラーン橋

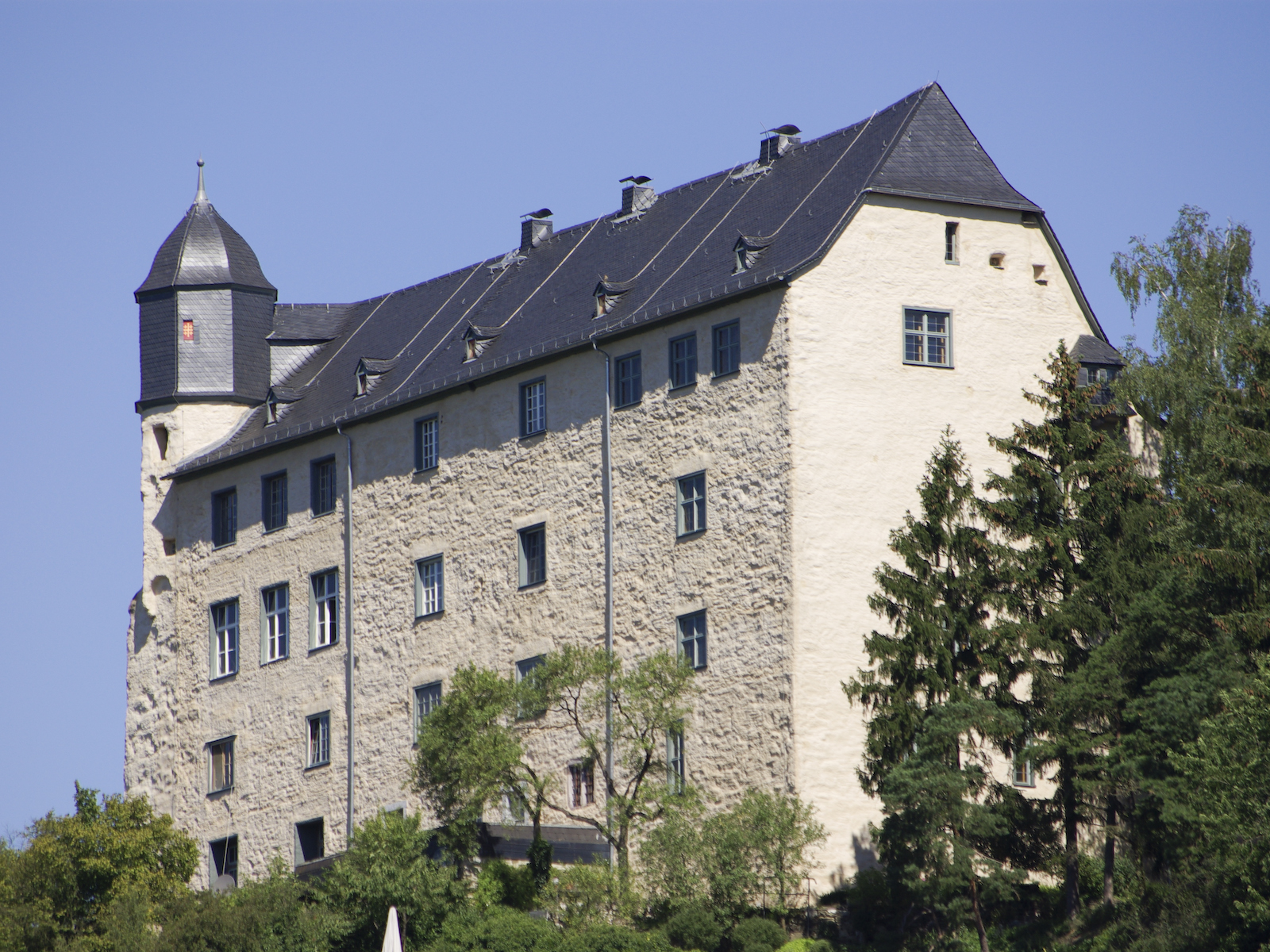
シャデック城

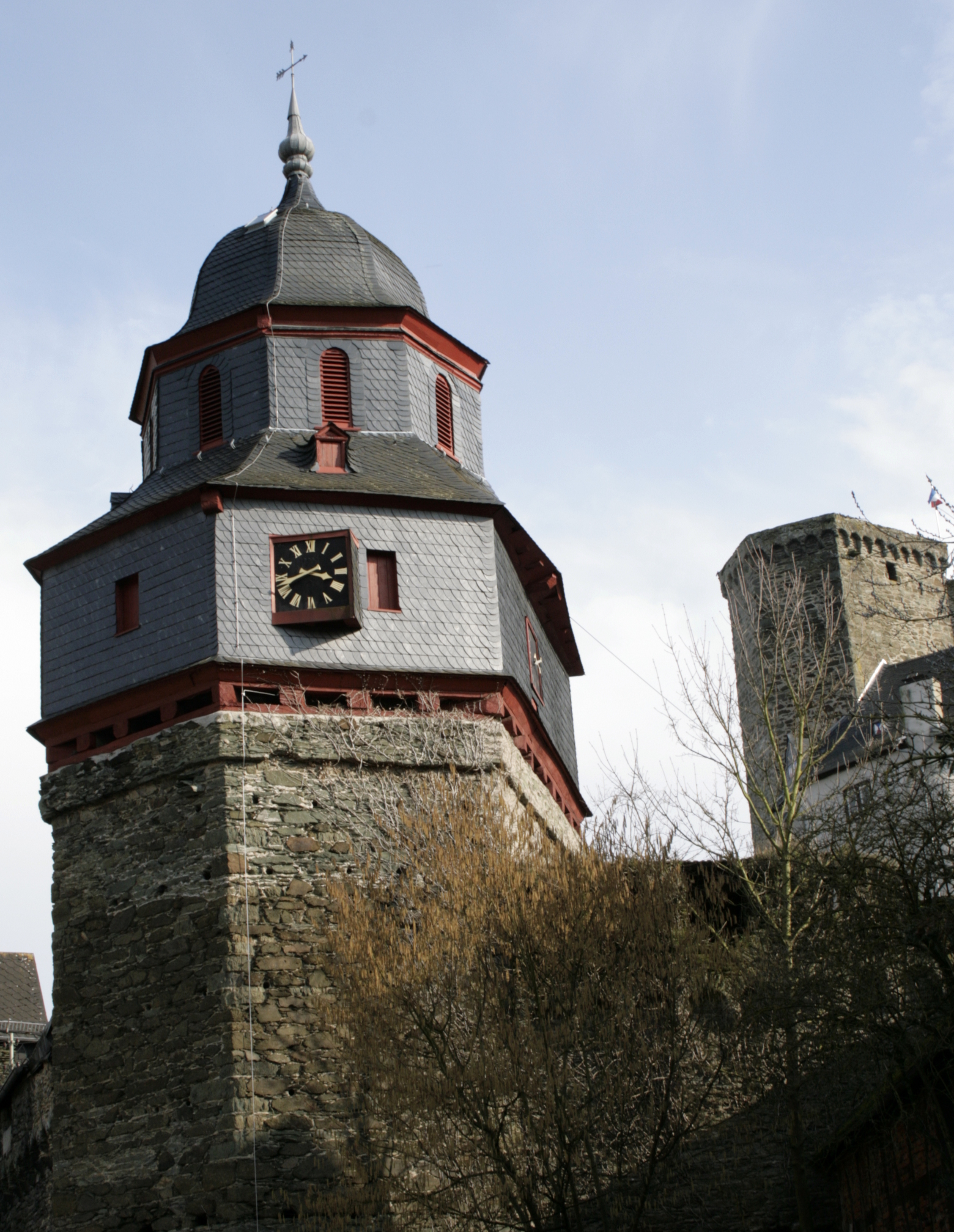
福音主義教会の鐘楼となっている旧望楼

- ルンケル城趾。12世紀に建設され14世紀に拡張されたルンケル城は1634年に破壊された。現在はヴィート家の所有である。
- 17世紀から18世紀の木組み建築群
- 15世紀に建設された石造のラーン橋
- 13世紀のシャデック城
- バンミューレ（領主の水車）はルンケルとシャイデックとの共同で市壁前の上流側に建設された。この水車は1800年から私有物となり、1972年から水車ではなく水力発電のタービンが稼働している。
- 市壁に設けられていたかつての望楼は現在福音主義教会の鐘楼となっている。この建物は1634年と1725年に火災により破壊された。最初の鐘は1725年に設えられ、最も新しい鐘は1986年に設けられた。
- ルンケルで最初の学校「キルヒシュピールシューレ」（直訳: 教会区学校）は1543年に設立された。
- 旧牧師館は1664年に建設され、後に私有物となったが、第二次世界大戦中は市庁舎として利用された。
- 福音主義教会は、1511年に建設され1634年に取り壊された先代の建物の跡地に1641年に建設された。
- 1802年にクリスティアン・ルートヴィヒ侯の母親のための隠居所が建設された。翌年彼女が亡くなったときには、地下倉庫が完成しただけであった。建設工事は、市が土地を買い上げ、1821年から1825年にかけてこの場所に新たな学校を建設するまで中断された。この建物には当初、市の行政機関の一部や警備室が入居していた。
- シュッツ・フォン・ホルツハウゼン男爵の城吏の館は1424年に初めて文献に記録されている。この建物は1651年に改築された。1718年からはヴィート伯の所有となり、1811年までその官房長官の官舎として利用された。
- 現在のアムト薬局は1681年に役人の住居として建設された。この木組み建築は1818年に薬局の所有となった。
- 旧ラテン語学校の建物は1711年に建設された。この建物は1800年以降市庁舎として、1818年までは宮廷薬局として利用された。その後は旅館「ツーア・トラウベ」（直訳: 葡萄亭）となった。
- 本市の市庁舎は、かつての侯爵のオレンジガーデンの土地に建てられている。ここには、1883年から1887年にかけてプロイセンの州政府によって区裁判所が建設された。市庁舎は1966年からこの場所にある。
- かつての区裁判所の建物は、1900年の直後にブルワリーおよび旅館「ツーム・アドラー」（直訳: 鷲亭）となった。
- ラーンウーファー通りの噴水は修復されたもので、現在では採掘されていない非常に珍しいラーン大理石で造られている。
- 侯爵の十分の一税倉庫を持つ家畜場がかつて城館広場にあった。これは三十年戦争で街が荒廃した後に造られたもので、19世紀に拡張された。現在ここにはクラブハウスが建っている。
- 旧市庁舎は、かつてルンケル＝ヴィート伯ヴィルヘルム4世が1596年に建設したアムトハウスがあり、後に宮廷医師エルスフェルトが譲り受けた場所に建っている。エルスフェルトは1634年の大火の後にこの建物を建設し、1691年の火災の後その息子がこれを引き継いだ。この建物は1787年から1965年まで市庁舎として使われた。現在この建物は私有物となっている。

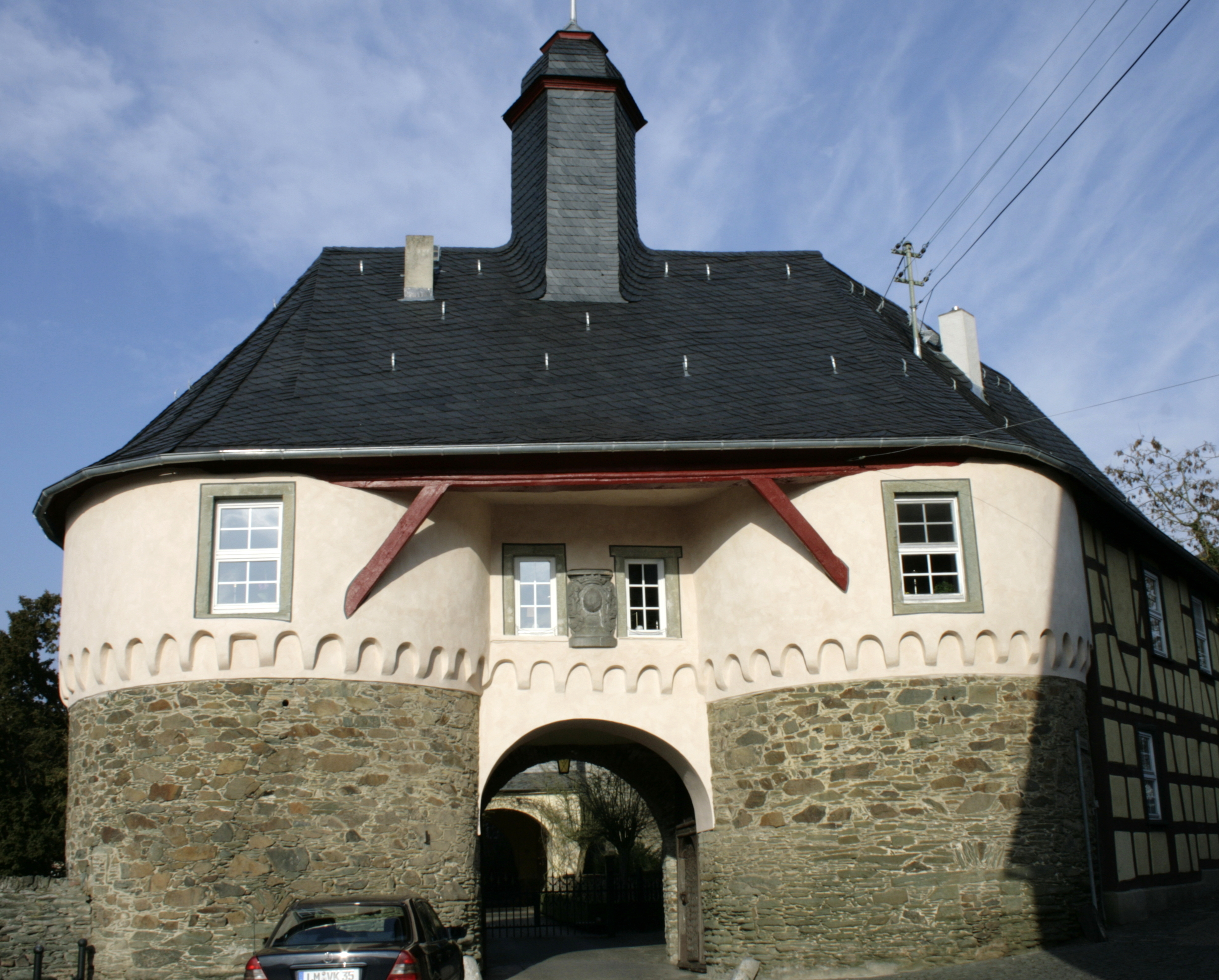
ルンケル城の城門
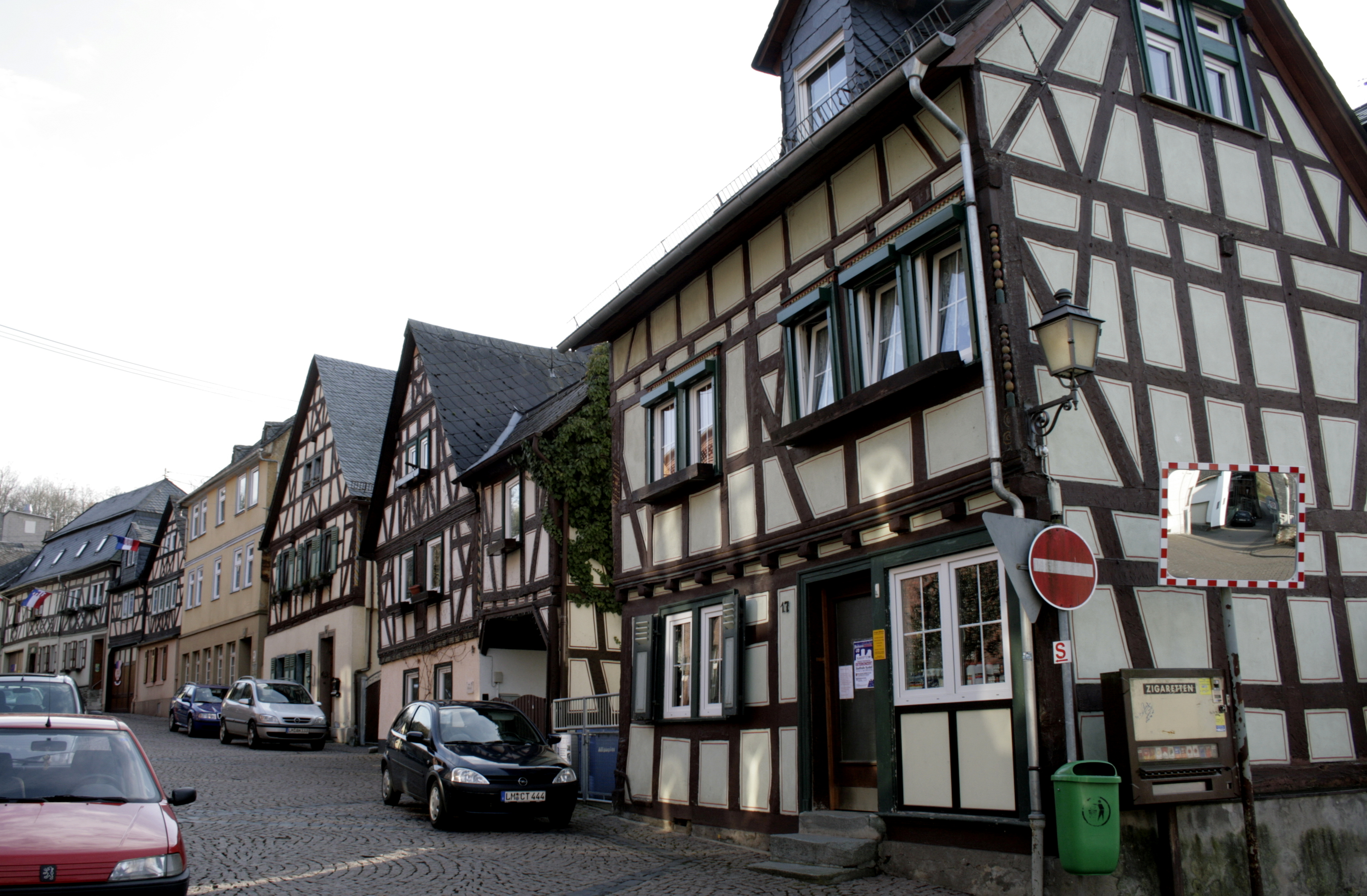
木組み建築の街並み
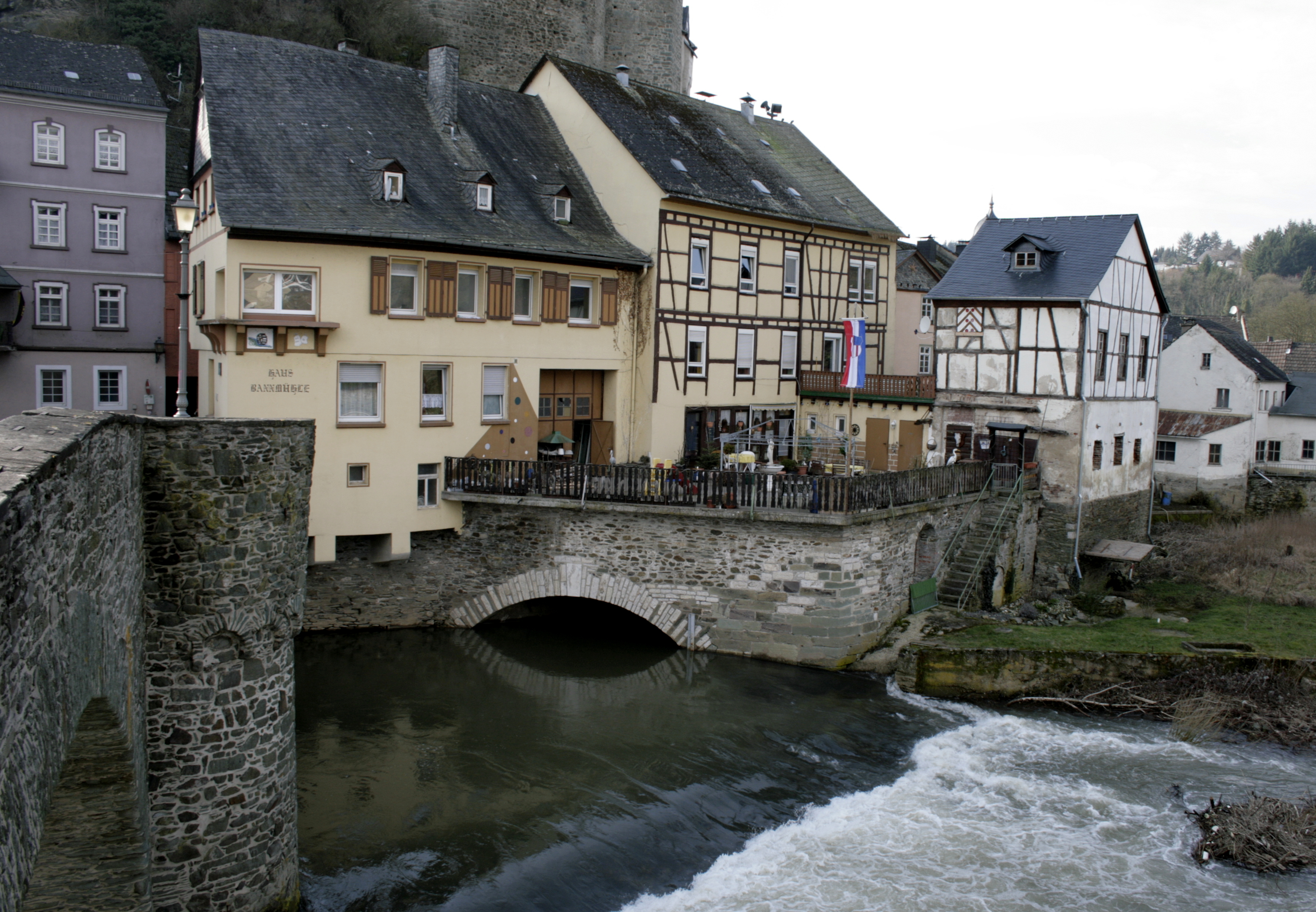
バンミューレ
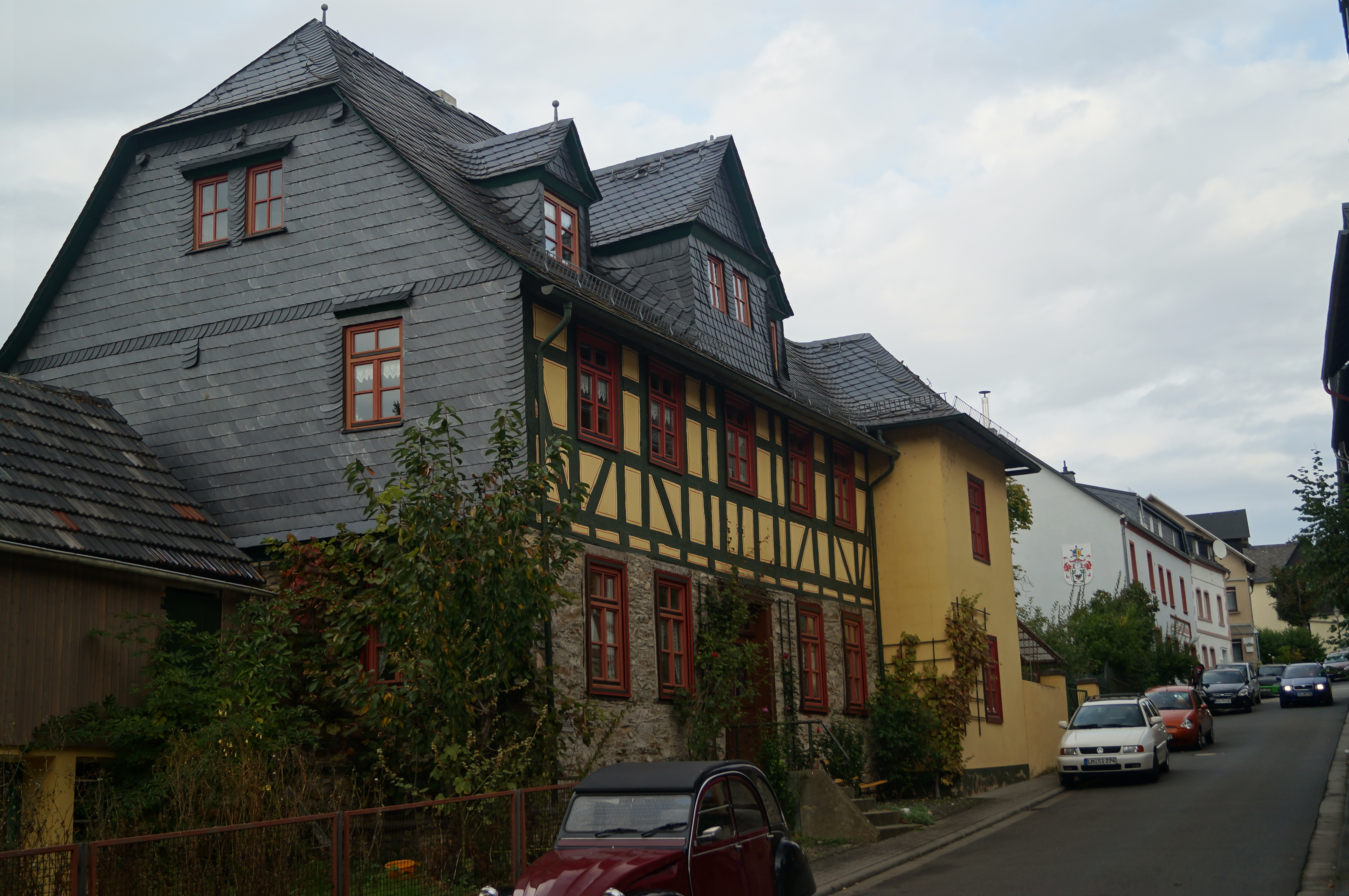
旧牧師館
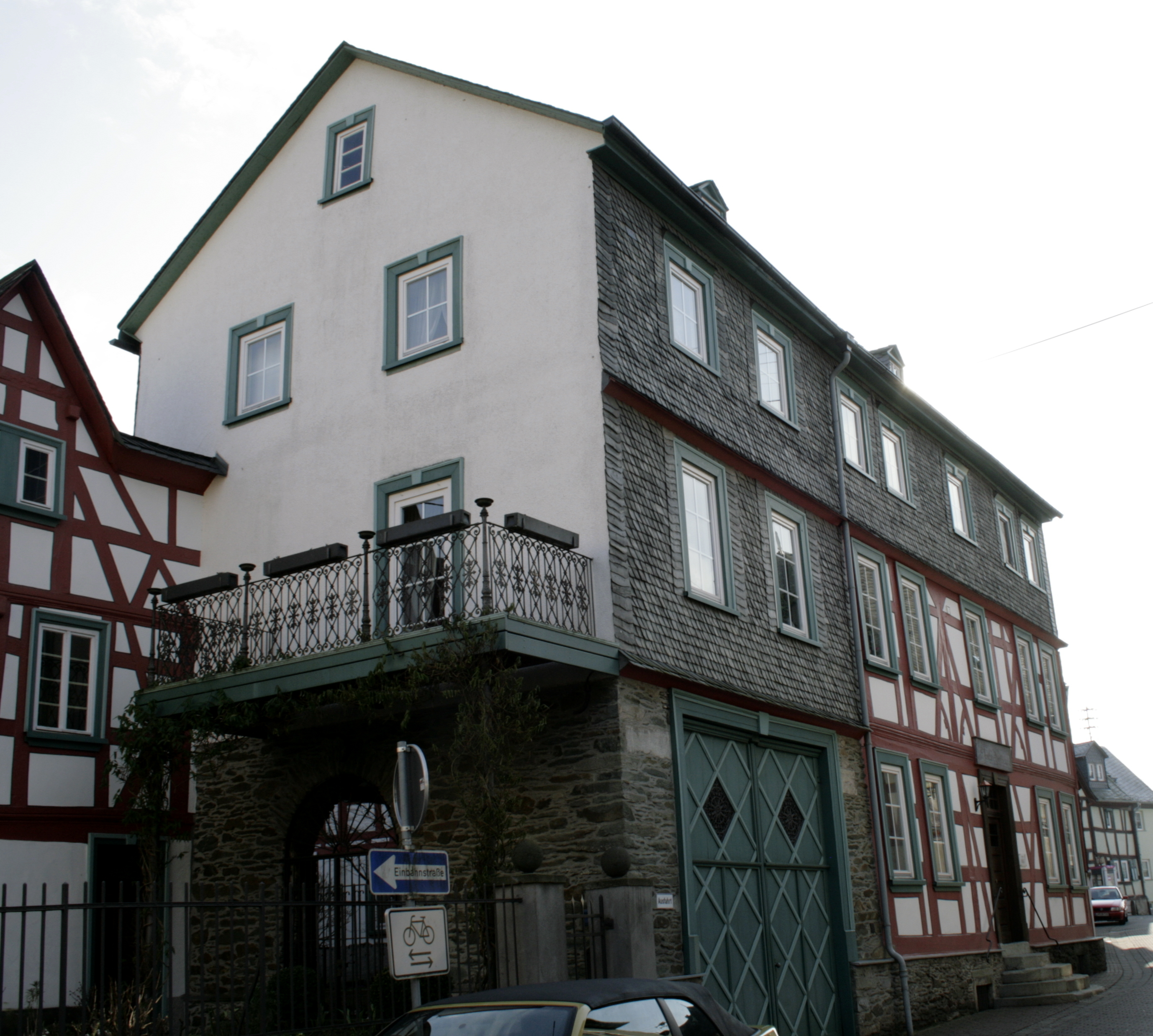
アムト薬局
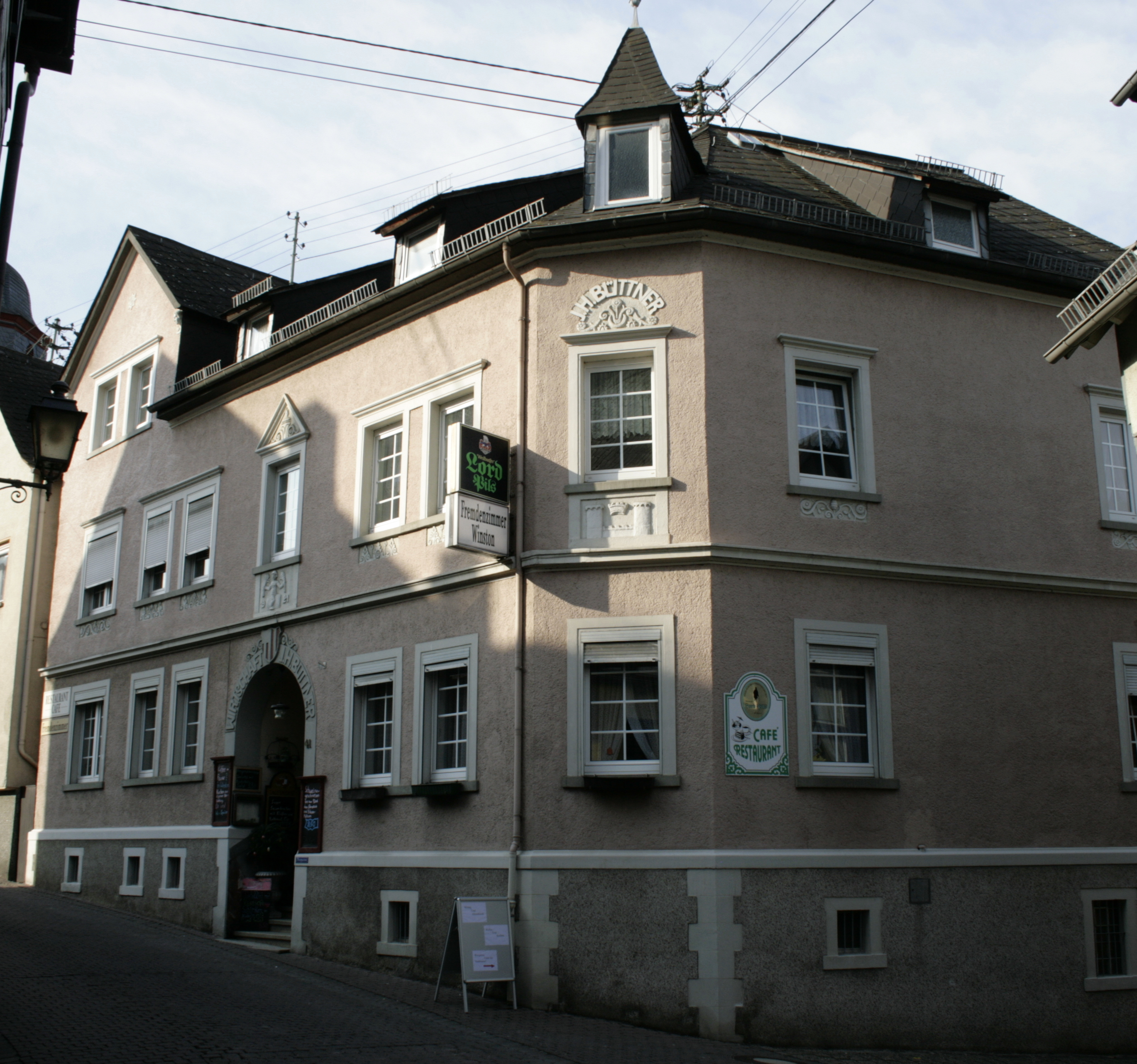
旧ラテン語学校
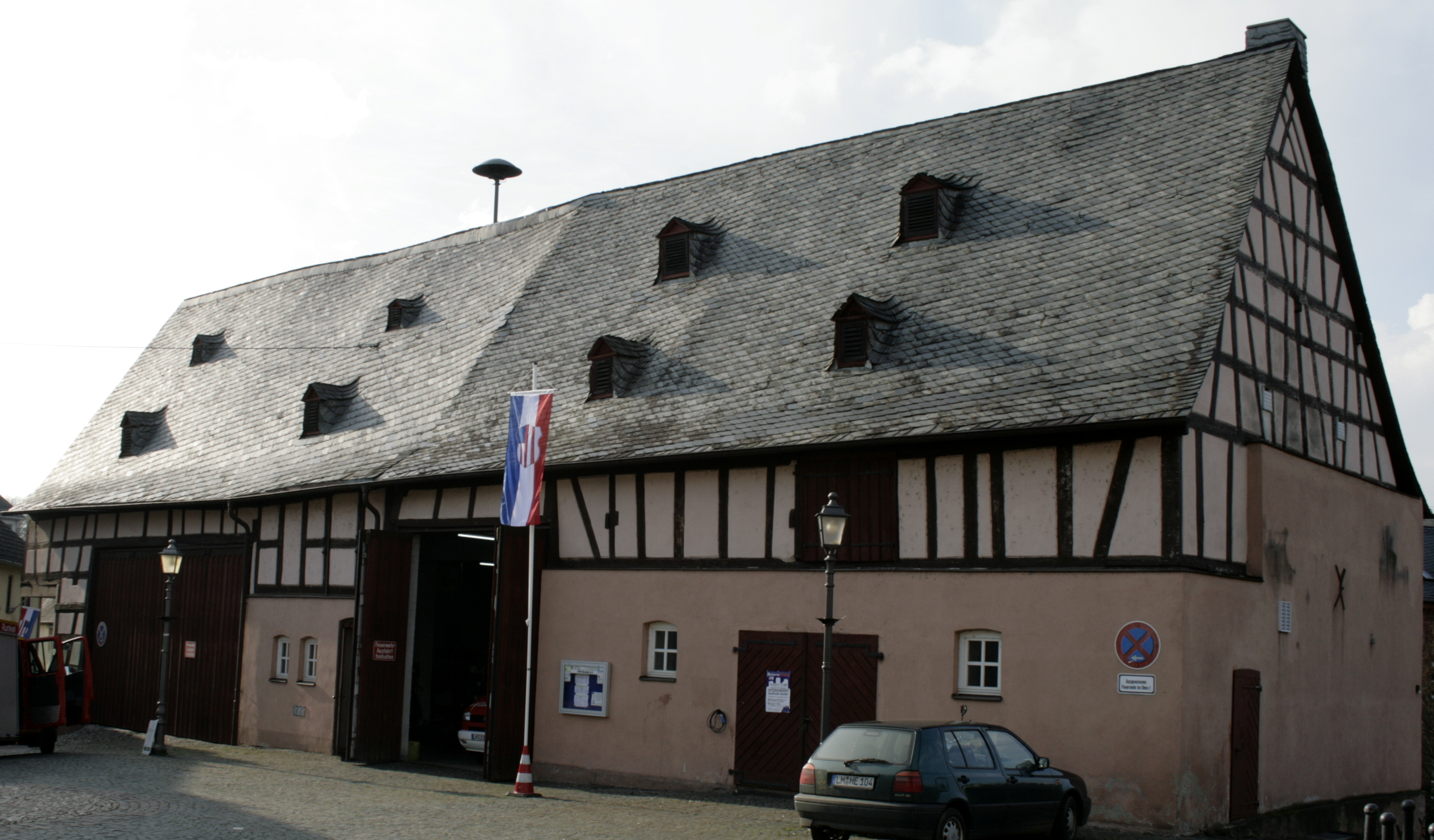
十分の一税倉庫
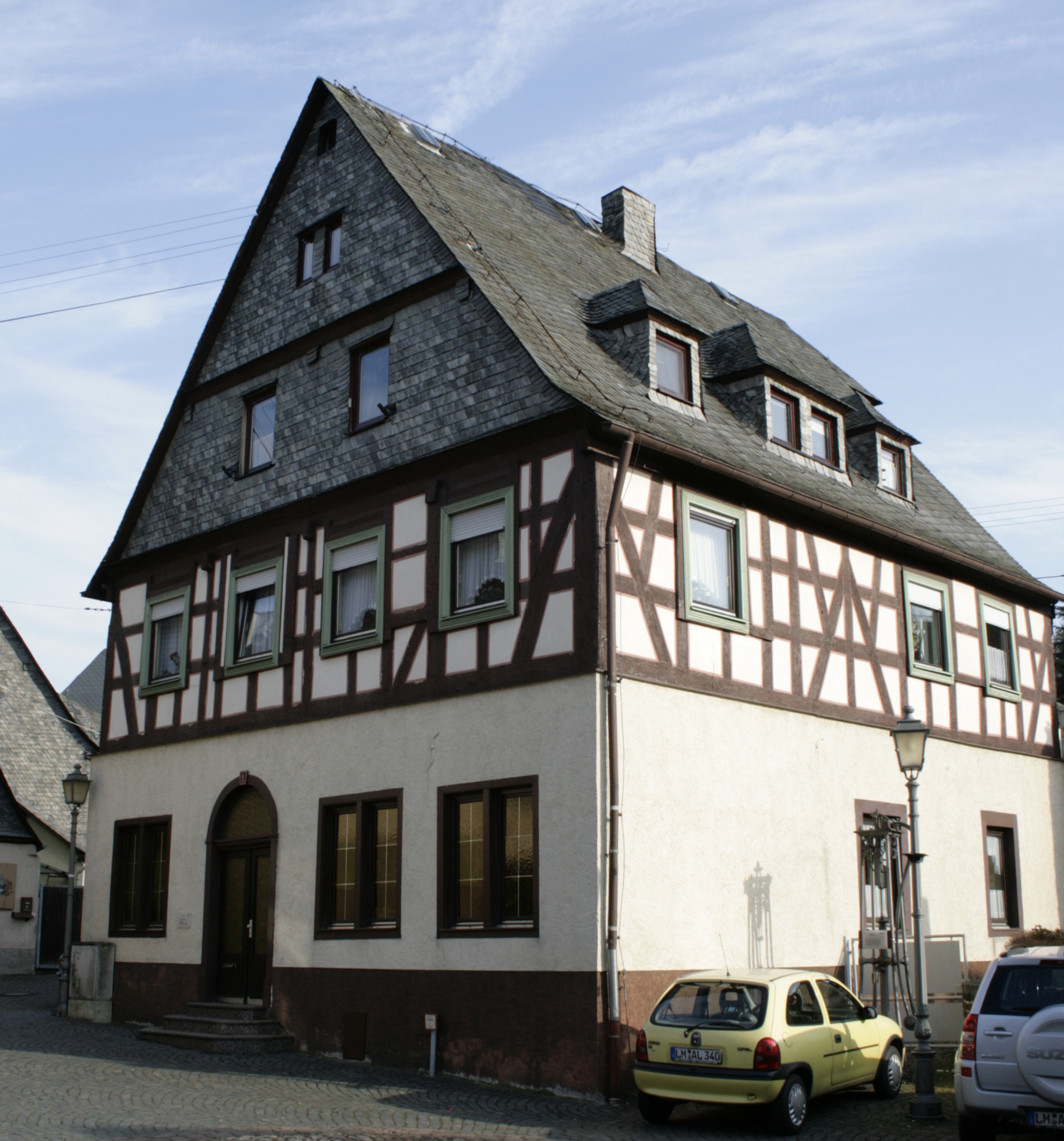
旧市庁舎

## 経済と社会資本

### 交通

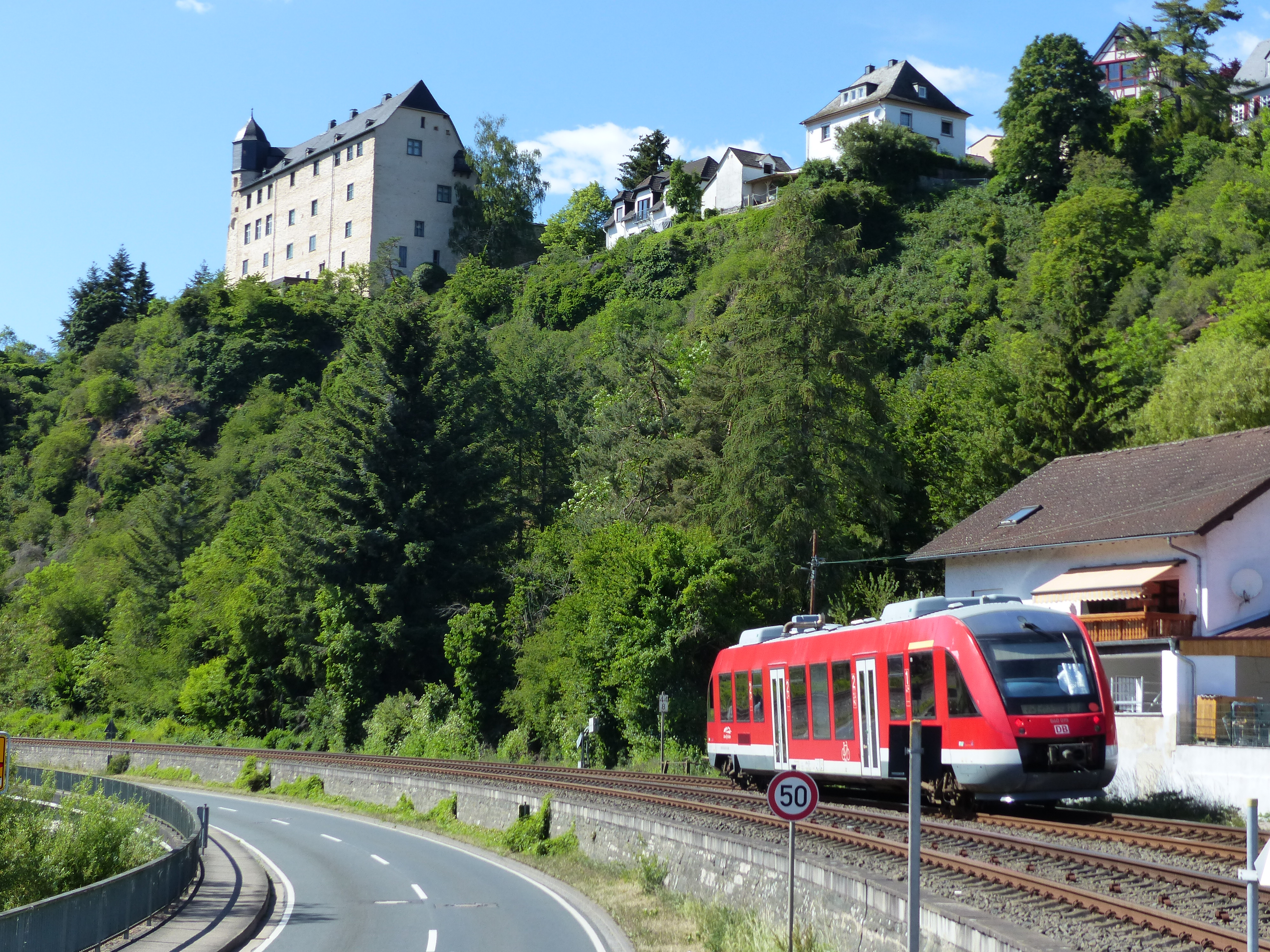
シャデック城の麓のラーンタール鉄道を走行するレギオナルバーン

ルンケルには、レギオナルバーンの列車が運行するラーンタール鉄道の駅がある。同じ路線のケルカーバッハ駅（シュテーデン石灰工場への引き込み線との合流点）とアルフルト駅も市内にある。ルンケル市はライン＝マイン交通連盟のサービス提供エリアにある。2009年にこの交通連盟とヘッセン州の資金で行われた、シュテーデンに向かう旧ケルカーバッハ鉄道路線の刷新は、鉄道を介しての石灰の大量輸送を可能にした。ケルカーバッハ産業地区は貨物輸送の必要に応じて鉄道でアクセスすることも可能である。
以下の州道がルンケル市内を通っている。
- L3020号線 リムブルク - ヴァイルブルク
- L3022号線 ヒュンフェルデン（キルベルク） - ヴァルトブルン（ハウゼン）
- L3063号線 デールン - ウージンゲン

ルンケルは、ラーン川の水源地からジーガーラントを通ってライン川に注ぐ河口までをたどるラーンタール自転車道の沿線に位置している。この自転車道は、ギーセンとリムブルクとの間はヘッセン自転車道 R7号線のコースにもなっている。ラーンタール自転車道は、2009年にドイツ自転車協会の自転車道品質評価で最高位5つ星の中で4つ星を獲得した。この獲得は2回目であった。
ラーン川は、ギーセン近郊のバーデンブルク堰（ラーン川里程 11.075 km）からラーン川里程 137.300 km の河口までが連邦水路となっている。1842年に完成したルンケル堰は、1.24 m の高低差を越えるためのものであり、ユーザーが自分で操作しなければならない。デールン港（ラーン川里程 70.0 km）から、ラーンシュタイン近郊の河口までの完全に堰が備えられた水路が始まる。

### 教育
ルンケルには、ヨハン＝クリスティアン＝ゼンケンベルク＝シューレがある。これは、初等課程を含む基礎課程学校および統合型総合学校である。この学校は医師で創設者のヨハン・クリスティアン・ゼンケンベルクにちなんで命名された。
この他に、アルフルト、デールン、シュテーデンに基礎課程学校がある。
ルンケルの学生は、これより上級の学校は、リムブルク・アン・デア・ラーンのギムナジウムで学ぶ。

### 公共機関
- 福音主義の保育園「プステブルーメ」ルンケル
- カトリックの幼稚園「聖ミヒャエル」アルフルト
- カトリックの幼稚園「聖ニコラウス」デールン
- 幼稚園「レーゲンボーゲンラント」エネリヒ
- 保育園「コンフェッティ」シュテーデン
- 幼稚園「ヴィルベルヴィント」ヴィルベラウ
- ルンケル消防団
- アルフルト消防団
- デールン消防団
- エネリヒ消防団
- エシェナウ消防団
- ホーフェン消防団
- シャデック消防団
- シュテーデン消防団
- ヴィルベラウ消防団

ルンケル消防署とシャデック消防署は、2012年9月15日に統合された。消防団はこれまで通り、別々に存在している。

## 関連文献
- Magistrat der Stadt Runkel, ed (2005). Runkel 1159–2009. Wie es war – Wie es ist. Runkel
- Hessischer Bibliographie での Runkel に関する文献検索結果